# En cuerpo y alma (película)
En cuerpo y alma (en húngaro, Testről és lélekről) es una película dramática húngara de 2017 escrita y dirigida por Ildikó Enyedi. La historia gira en torno al director financiero de un matadero y la inspectora de calidad de la carne recientemente designado que descubre que pueden comunicarse entre sí a través de sus sueños, lo que lleva a un romance improbable. Ganó el Oso de Oro en la sección principal de la competencia del 67.º Festival Internacional de Cine de Berlín. En Berlín,también ganó el Premio FIPRESCI y el Premio del Jurado Ecuménico. Fue seleccionada como la entrada húngara para la Mejor Película de Lengua Extranjera y fue nominada al Oscar en los 90o. Premios de la Academia. Alexandra Borbély ganó el premio a la actriz europea en los European Film Awards, por su trabajo en la película.

## Sinopsis
Endre, CFO de un matadero, y Mária, la inspectora de calidad recién contratada, experimentan un sueño recurrente de ser un par de ciervos en el bosque, aunque no son conscientes de que es un sueño compartido.
Mária es inmediatamente impopular en el trabajo, por su comportamiento autista y su clasificación intransigente de la calidad de la carne del matadero. Aunque Endre intenta hacerse amiga de ella, rápidamente se incomoda con la interacción y comenta groseramente sobre su cojo brazo izquierdo. Sin embargo, ella repite la conversación para sí misma esa noche, analizando dónde cometió sus errores. Mientras tanto, el matadero contrata a un nuevo carnicero, Sanyi, a quien Endre le disgusta rápidamente debido a su actitud arrogante y su visión poco comprensiva hacia los animales sacrificados.
El matadero se somete a investigación cuando alguien roba el polvo de apareamiento del inventario; Endre y su amiga Jenő sospechan que Sanyi es el culpable. Se contrata a un psicólogo para realizar pruebas de personalidad en los trabajadores para descubrir al culpable. A los trabajadores se les hacen preguntas sobre la historia de su sexualidad y su desarrollo físico, y sobre lo que soñaron la noche anterior. Cuando Endre y Mária informan sobre el mismo sueño, el psicólogo asume que están jugando una broma. Aunque Endre y Mária son escépticos, se dan cuenta de que realmente están experimentando el mismo sueño y se acercan. Aunque el comportamiento de Mária aleja temporalmente a Endre, eventualmente forman un vínculo estrecho. Endre también se entera de que Jenő robó el polvo de apareamiento, pero decide no informar a la policía, ya que no hay víctimas,
Endre y Mária deciden quedarse dormidos en la misma habitación una noche, pero ambos no pueden dormir. Aunque ella lo ama, Mária se apaga cuando Endre la toca después de una noche de naipes, dejando a Endre ofendido y confundido. El incidente afecta a Mária, y ella comienza a abrirse a nuevas experiencias y sensaciones, como escuchar música romántica, ver pornografía y observar parejas en el parque.
Sin embargo, Endre se ha vuelto pesimista sobre su relación en ciernes y lo cancela. Duerme con otra mujer, aunque el encuentro lo deja decepcionado. Una devastada Mária se prepara para suicidarse en casa, cortándose tranquilamente la muñeca en la bañera. El suicidio es interrumpido por Endre llamándola, y después de una conversación corta e incómoda, él revela que la ama, lo que Mária corresponde. Después de vendar su herida, ella va a la casa de Endre, donde hacen el amor. Después de quedarse dormidos, se despiertan para darse cuenta de que ninguno de los dos soñó la noche anterior.

## Elenco
- Géza Morcsányi como Endre.
- Alexandra Borbély como Mária.
- Réka Tenki como Klára.
- Zoltán Schneider como Jenő.
- Ervin Nagy como Sanyi.
- Itala Békés como Zsóka.

## Recepción crítica
En el agregador de reseñas Rotten Tomatoes , la película tiene una calificación de aprobación del 89%, basada en 75 reseñas, con una calificación promedio de 7.34 / 10. El consenso crítico del sitio web dice: "Las actuaciones tiernas y un fuerte sentido del estilo se combinan para crear un retrato excéntrico y soñador de amor y soledad en En cuerpo y alma". En Metacritic, la película tiene una puntuación de 77 sobre 100, basada en 10 críticas, lo que indica "críticas generalmente favorables".